# 厚岸霧多布昆布森国定公園
厚岸霧多布昆布森国定公園（あっけしきりたっぷこんぶもりこくていこうえん）は、北海道釧路郡釧路町、厚岸郡厚岸町・浜中町、川上郡標茶町にまたがる国定公園である。元は「厚岸道立自然公園」として1955年（昭和30年）に指定された都道府県立自然公園で、2021年（令和3年）3月30日に国定公園に指定された。

## 概要
釧路町東部の太平洋沿岸から厚岸町を経て浜中町霧多布にかけての海岸段丘、海食崖、湖沼、湿原などの変化に富んだ地形に恵まれている。釧路町昆布森から尻羽岬にかけての海岸一帯はトド岩、タコ岩などの奇岩を見ることができる。大黒島は海鳥の繁殖地になっており、「大黒島海鳥繁殖地」として国の「天然記念物」、「鳥獣保護区」に指定されている。また、厚岸湖・別寒辺牛湿原と霧多布湿原（藻散布沼・火散布沼を含む）が「ラムサール条約」登録湿地、国の「鳥獣保護区」に指定されている。嶮暮帰島は畑正憲がクマやウマを連れて約1年間移住した島である。

## 自然
公園区域の植生はトドマツ、ダケカンバ、ミズナラ、シナノキなどの混交林、海岸台地の草原にはヒオウギアヤメ、ヤマブキショウマ、ユキワリコザクラなどが群生している。霧多布湿原では初夏にエゾゼンテイカ、クシロハナシノブ、イソツツジなどの高山植物が開花する。また、オオハクチョウをはじめとしたガンカモ類などの水鳥、タンチョウ、オオワシやオジロワシ、エトピリカなどの希少鳥類も分布している。中でもアイヌ語で「美しいクチバシ」という意味のエトピリカは日本国内では厚岸から根室にかけての沿岸部にしか生息していない貴重な鳥であり、大黒島は日本国内最大となるコシジロウミツバメの繁殖地になっている。春から秋にかけて公園区域の湖沼や湿原に国の特別天然記念物であるタンチョウが生息している。海鳥だけでなく、道東におけるゼニガタアザラシの繁殖地にもなっている。豊富な海産物もあり、森林や湿原によって蓄えられた水が河川の安定的な流量を確保しているため、カキ、アサリ、コンブなどの名産地になっている。 

## 国定公園への移行
北海道は道の環境審議会に厚岸道立自然公園の国定公園化を諮問。2020年10月30日、道の環境審議会は厚岸道立自然公園の指定解除と公園計画の廃止を答申した。2021年3月30日、新たに別寒辺牛湿原や来止臥などにも地域を拡大した4万1487ヘクタールが、全国58ヶ所目、道内6ヶ所目の国定公園に指定された。

## 景勝地
- 尻羽岬
- 厚岸湖・別寒辺牛湿原
- 愛冠岬
- あやめヶ原
- 涙岬・立岩
- 藻散布沼
- 火散布沼
- 霧多布湿原
- アゼチ岬
- 湯沸岬（通称：霧多布岬）

## 景勝地の画像

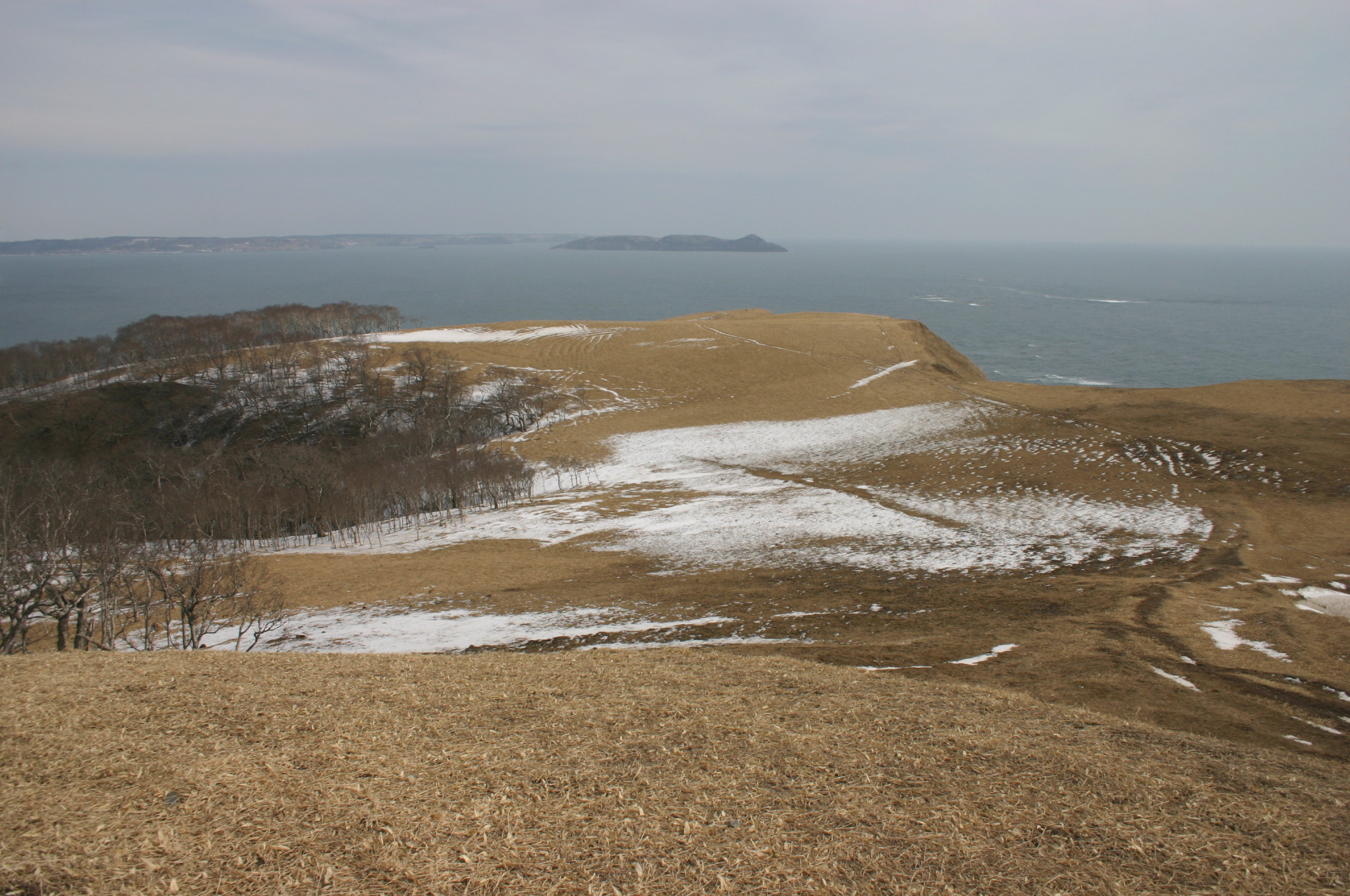
尻羽岬
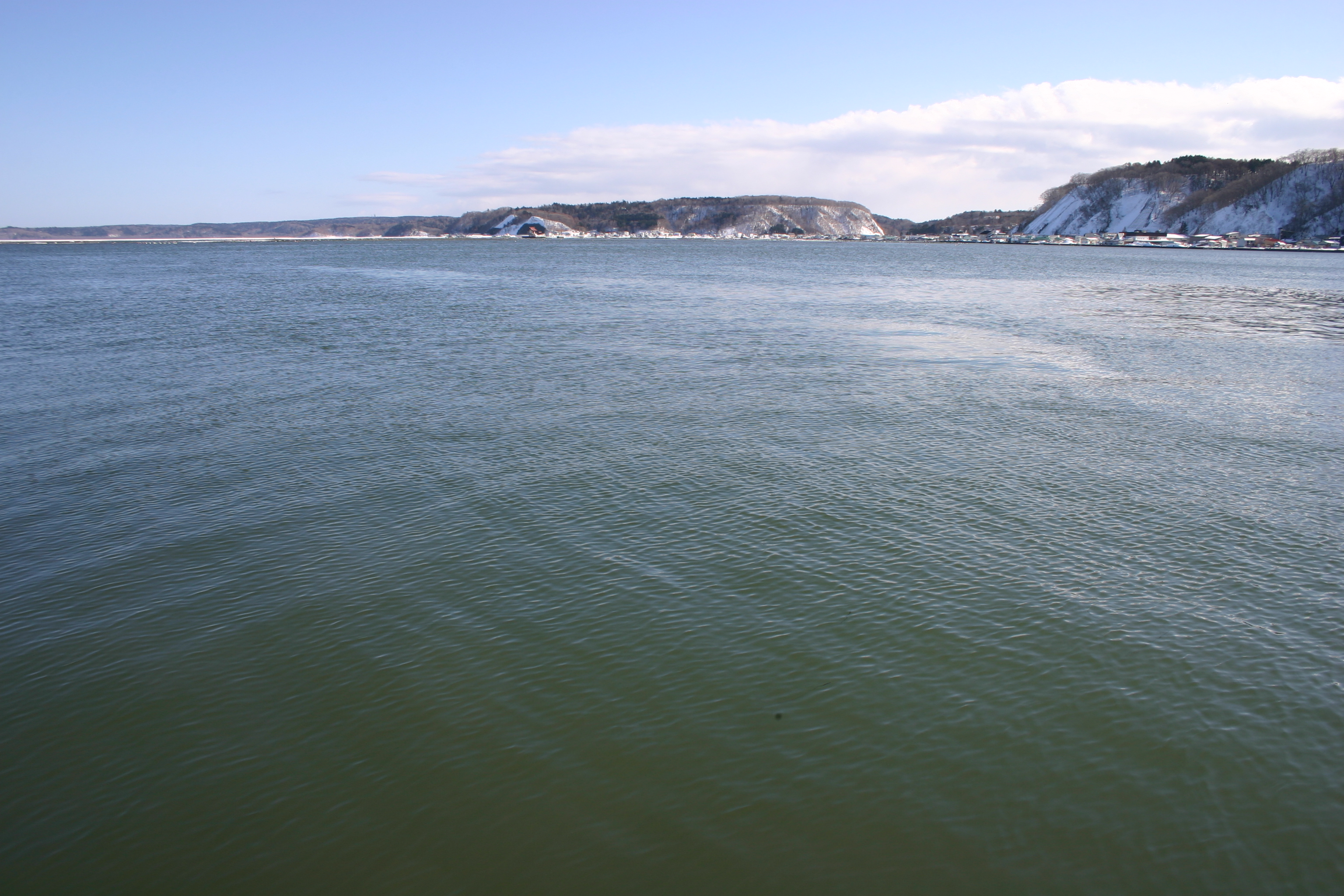
厚岸湖
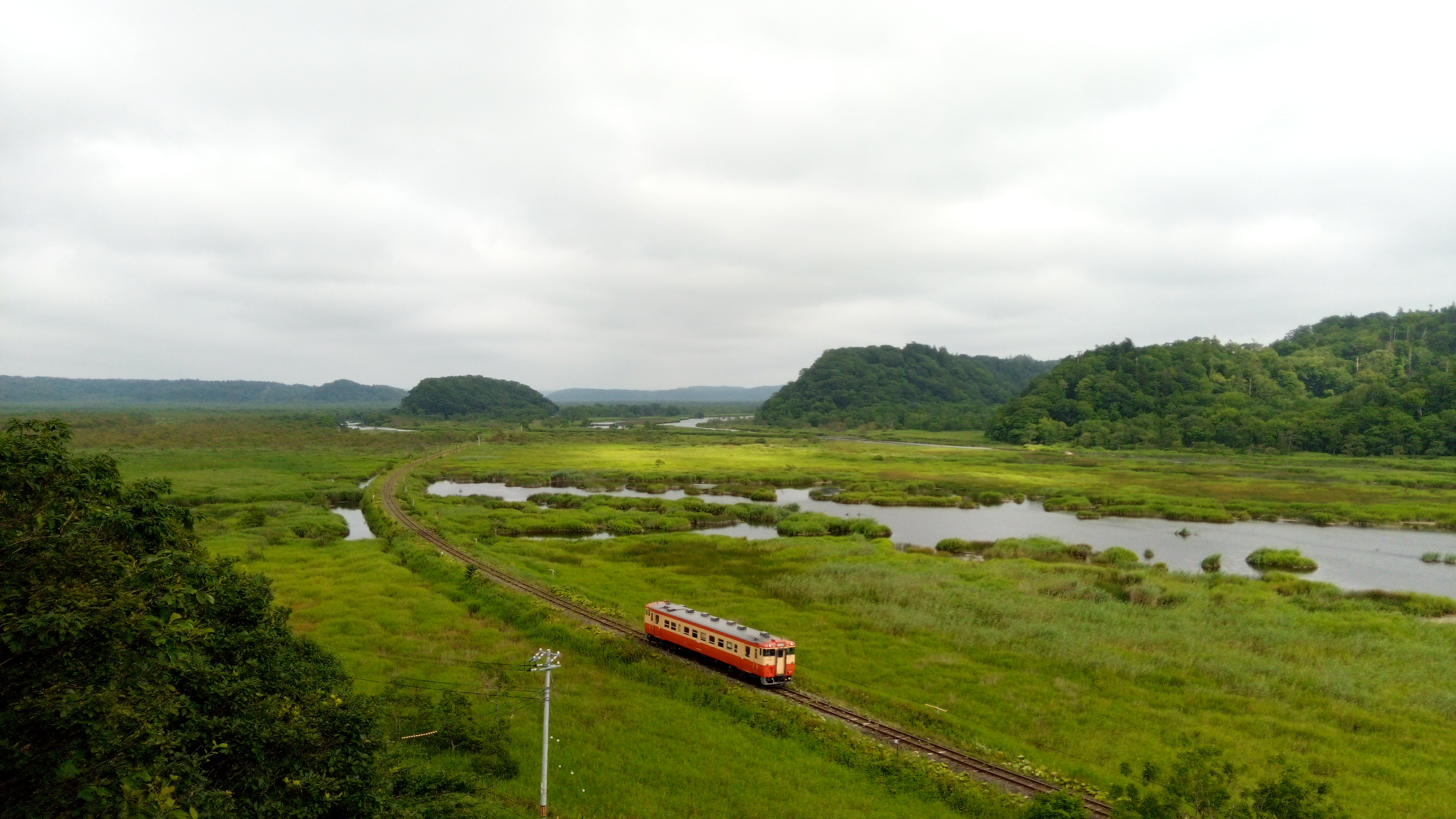
別寒辺牛湿原
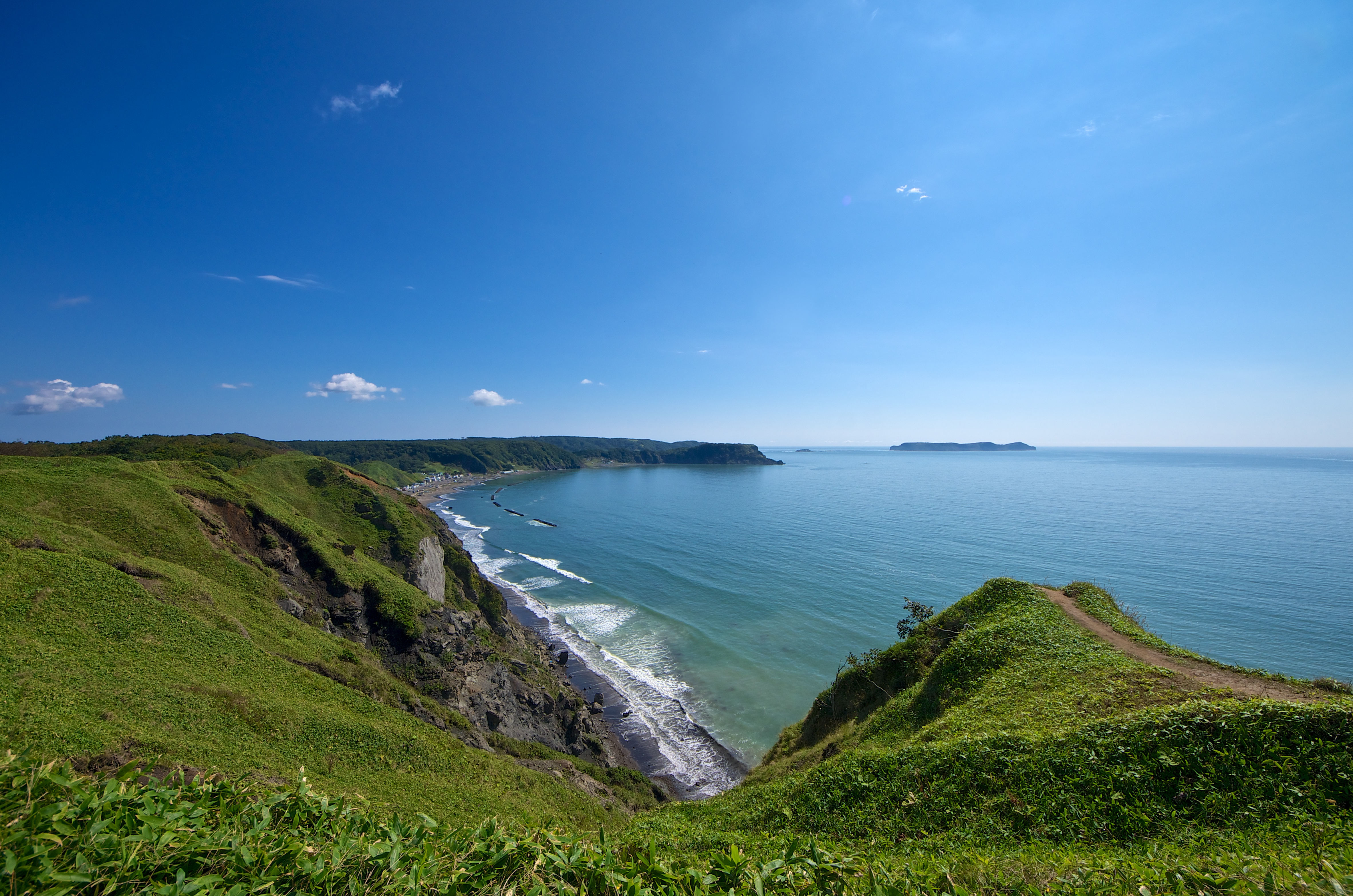
愛冠岬から眺めた筑紫恋海岸
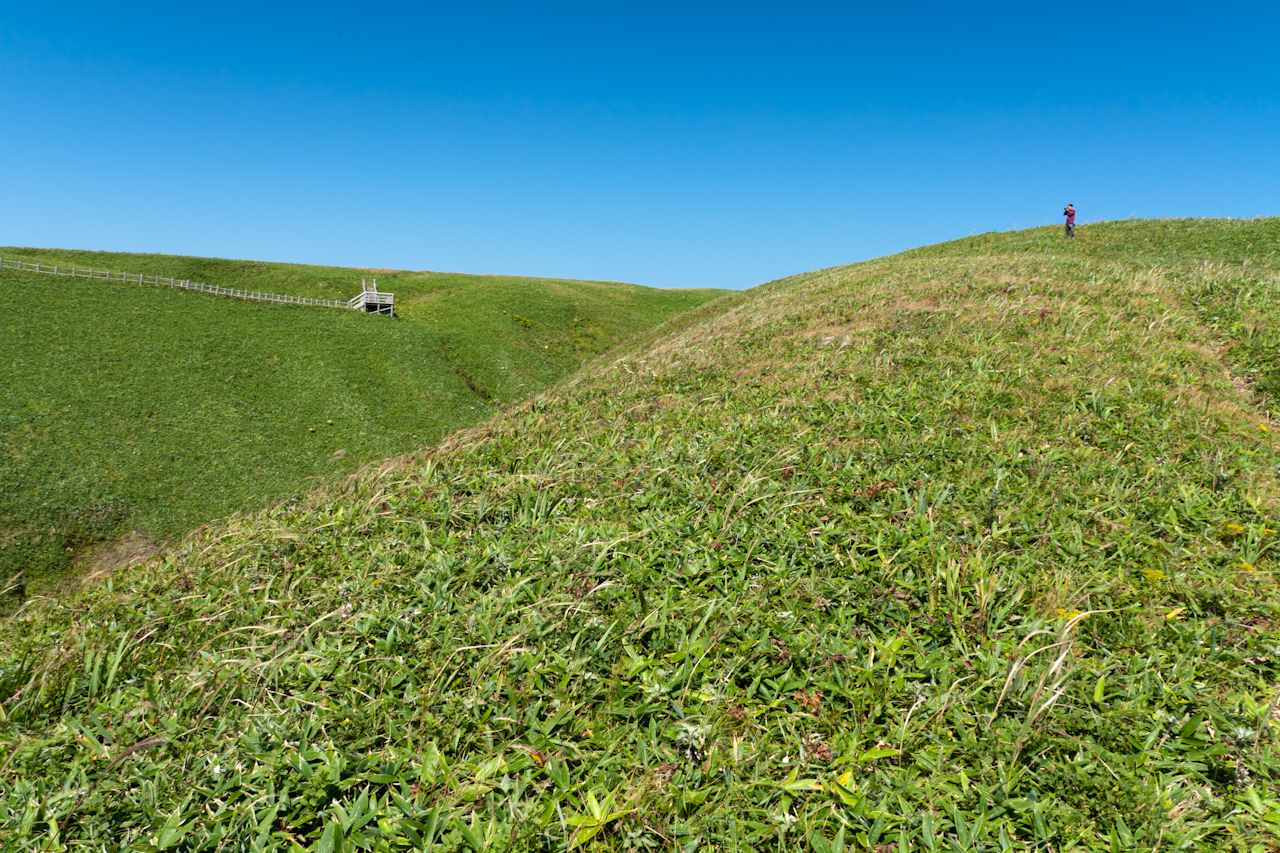
涙岬の丘
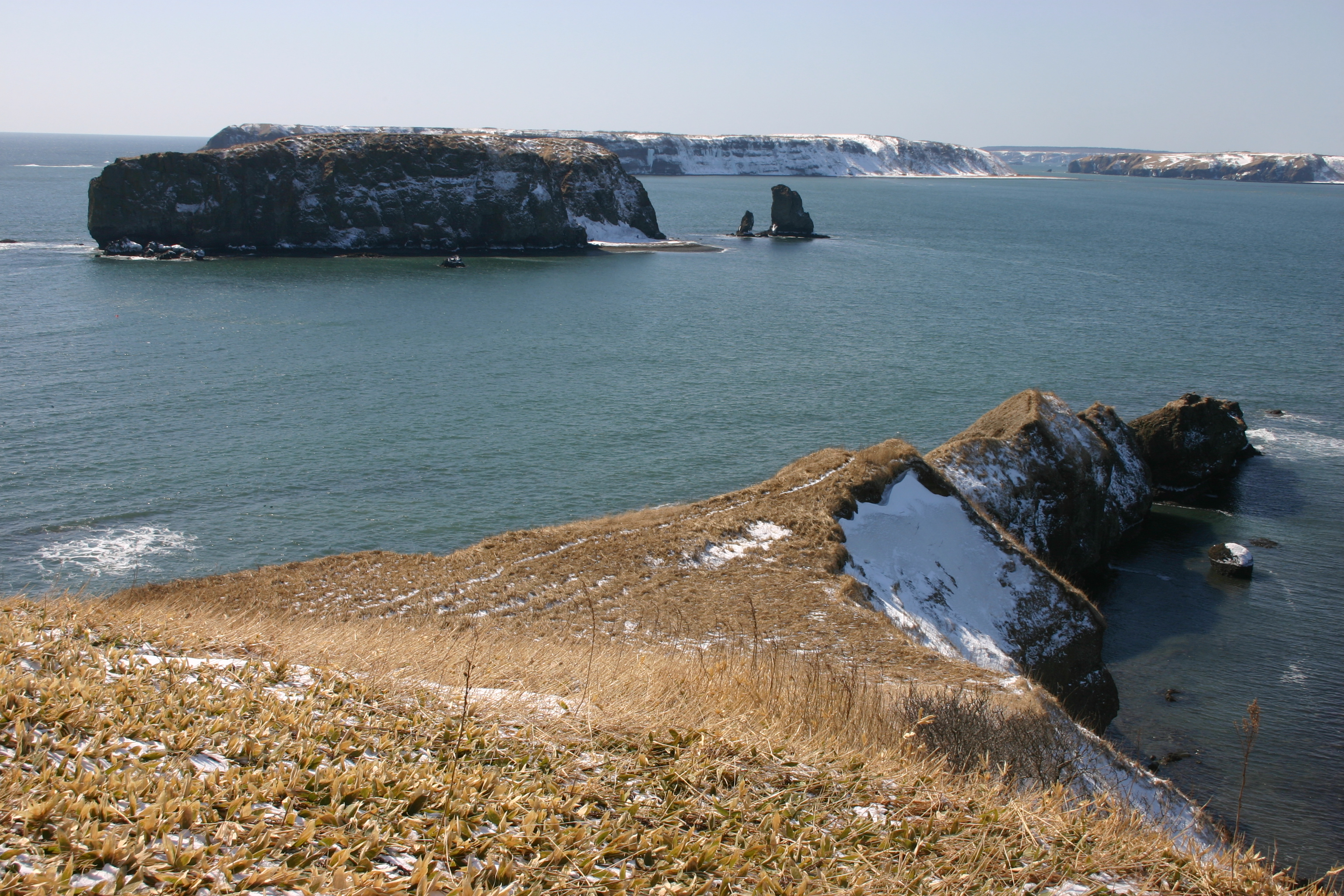
アゼチ岬
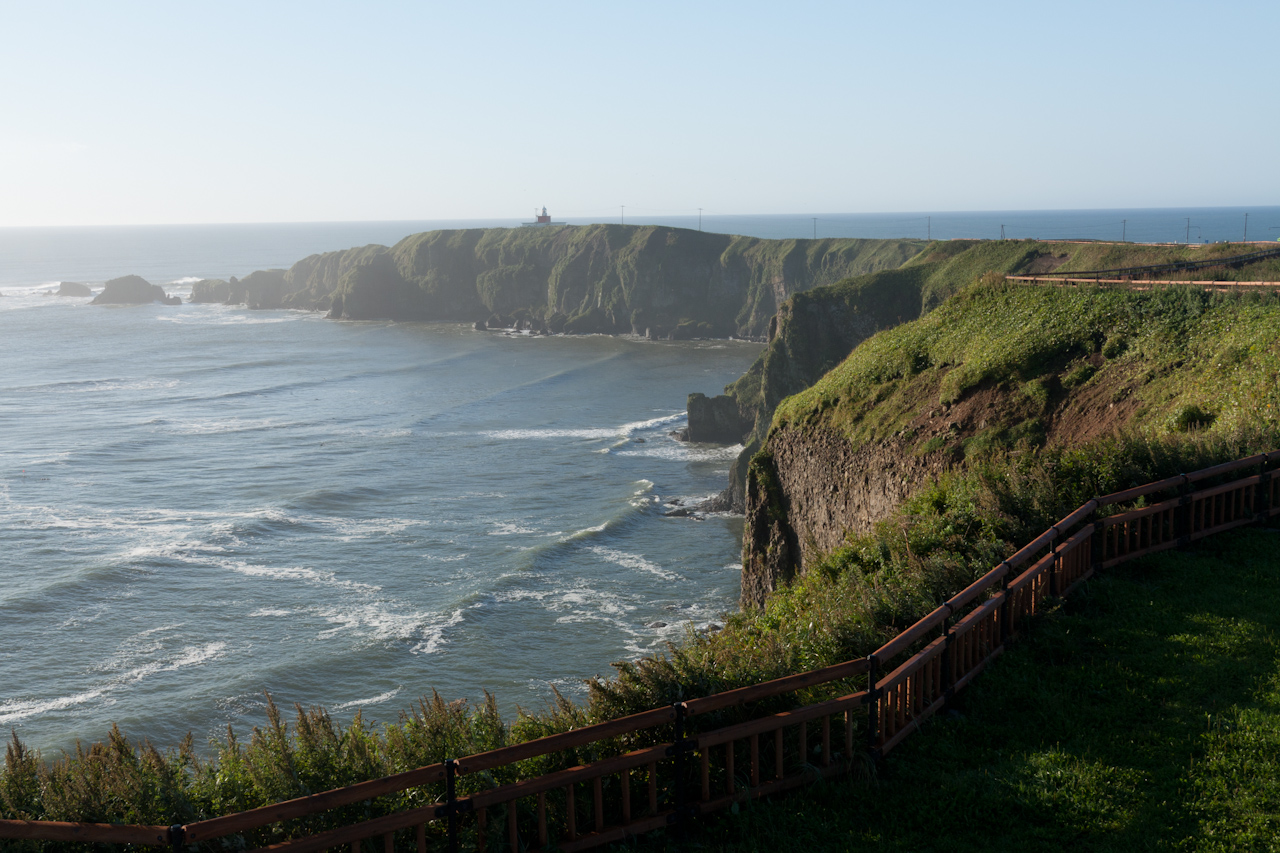
霧多布岬（湯沸岬）

## 施設
- 厚岸水鳥観察館[11] - 厚岸郡厚岸町サンヌシ66
- 霧多布湿原センター[12] - 厚岸郡浜中町四番沢20

## 参考資料
- “厚岸道立自然公園管理指針” (PDF).  北海道 (2001年). 2017年2月10日閲覧。